# Buka (Síria)
Buqa (àrab: بوقة, Būqa) fou una vila desapareguda de la Síria del nord. El nom, probablement d'origen siríac, voldria dir ‘mosquit’. Estava situada a les muntanyes Amanus (anomenades pels àrabs com Djabal al-Lukkam), no gaire lluny de Bayas, a la depressió de l'Amk i prop del llac d'Antioquia.
Existia quan la regió fou conquerida pels àrabs i va tenir certa importància en temps dels omeies. Muàwiya I hi va establir als zutt del Sind. Hixam ibn Abd-al-Màlik hi va construir una fortalesa. Al segle ix fou inclosa al territori dels Awàssim. El 949/950 fou assetjada pels romans d'Orient dirigits per Lleó Focas. Després va desaparèixer en circumstàncies desconegudes, i ja no s'esmenta en època de les Croades.